# لوگلین سانتوس
لوگلین سانتوس (انگلیسی: Luguelín Santos؛ زادهٔ ۱۲ نوامبر ۱۹۹۳) یک دونده اهل جمهوری دومینیکن است. از افتخارات وی میتوان به کسب مدال نقره دو ۴۰۰ متر در دو و میدانی در بازی‌های المپیک تابستانی ۲۰۱۲ اشاره کرد.